# Сипорин, Митчел
Митчел Сипорин (1910—1976) — американский художник, творивший в жанре социального реализма.

## Биография
Митчел Сипорин родился в Нью-Йорке в семье эмигрантов из Польши. При этом он был евреем. Отец будущего художника Хайм работал водителем грузовика, мать, Геня, занималась рисованием. Родители Сипорина разделяли левые взгляды и привили ему ценность социальной справедливости.
Вырос Митчел в Чикаго. После колледжа учился искусству в School of the Art Institute of Chicago (SAIC) и, в частном порядке, у художника Тодроса Геллера. Кроме живописи, занимался также социальным и политическим активизмом. В возрасте двадцати трёх лет Митчел создал серию рисунков, посвященных чикагскому Бунту на Хеймаркет 1886 года. Позже они окажутся в лучших музеях страны.
Сипорин рисовал иллюстрации для Esquire и других журналов. Сотрудничая с первым, он получил опыт совместного творчества с поэтом и борцом за права негров, симпатизировавшим коммунистам Лэнгстоном Хьюзом. Вместе они сделали выпуск журнала Let America Be America Again в 1936 году. С середины 1930-х годов Митчел Сипорин работал художником в Illinois Art Project, проекте, созданном Управлением общественных работ США. Некоторое время трудился вместе с Эдвардом Миллманом. Иллинойский проект сделал Сипорина одним из лучших мастеров настенной живописи на Среднем Западе США.
В 1946—1949 годах художник служил в армии и находился в Северной Африке и Италии.
В 1949 году Сипорин получил Римскую премию.
В 1951 году он основал в Брандейском университете департамент изящных искусств, в котором преподавал в течение 25 лет, почти до самой смерти, а в 1956 году стал первым куратором собрания (коллекции предметов искусства) университета, которое сегодня является музеем (Rose Art Museum в штате Массачусетс).

### Семья
9 ноября 1945 года на Манхэттене Митчел Сипорин женился на Мириам Тэйн.

## Творчество
Работы художника выставлены в музеях Чикаго (например, в Чикагском институте искусств) и Нью-Йорка. В своих произведениях он часто обращался к тематике социального конфликта, запечетлевая проявления неравенства и несправедливости.
В 1947 году работа Сипорина End of an Era получила на 51-й ежегодной выставке в Чикаго Логановскую медаль искусств.